# Петренко, Виктор Фёдорович
Ви́ктор Фёдорович Петре́нко (род. 21 марта 1948, Ленинград) — советский и российский психолог, специалист в области общей психологии и экспериментальной психосемантики, профессор, член-корреспондент РАН (1997), главный научный сотрудник Института психологии РАН, преподаватель, заведующий лабораторией психологии общения и психосемантики факультета психологии МГУ.

## Научная и преподавательская деятельность
В. Ф. Петренко — лидер направления в российской психологии — «экспериментальной психосемантики», теоретической основой которой служат идеи Л. С. Выготского, А. Н. Леонтьева, А. Р. Лурия, а в инструментальном плане — методы Ч. Осгуда (семантический дифференциал), Дж. Келли (репертуарные решетки) и Дж. Миллера (сортировки с последующим кластеранализом). Одно из важнейших направлений работы В. Ф. Петренко — изучение семантики измёненных состояний сознания (ИСС). В. Ф. Петренко внёс значительный вклад в интеграцию психологии и других наук о человеке и обществе, а также в формирование новой междисциплинарной парадигмы начала XXI века. Руководил и участвовал в ряде научно-психологических экспедиций на Камчатку, Чукотку, Командорские острова, Алтай, в Кыргызстан, Бурятию, Туву и другие регионы с целью изучения психологической картины мира населения.
Член совета Международной лаборатории искусственного интеллекта РАН (с 1989), заведовал лабораторией когнитивных исследований Института системного анализа, член Европейской ассоциации по психологии личности (EAPP) — с 1990 г.; член Европейской ассоциации по теории персональных конструктов (EAPCP) — с 1991 г., член Европейской ассоциации теории хаоса в науках о жизни (1996), член редколлегии «Психологического журнала» (с 1990), журналов «Общественные науки и современность» (с 1993), «Консультативная психология и психотерапия», главный редактор журнала «Методология и история психологии» (с 2006).
Под его руководством подготовлены и защищены 13 кандидатских, 4 докторские диссертации и более 100 дипломных работ.
С 1973 года вёл семинарские занятия по всему курсу общей психологии. Читал курс лекций по общей психологи в таких государственных вузах России и зарубежья, как университеты Москвы, Санкт-Петербурга, Севастополя, Самары, Нальчика, Смоленска, Белгорода, Владивостока, Кирова, Алма-Аты (Казахстан), Вильнюса (Литва), Ташкента (Узбекистан), Оша (Кыргызстан), Баку (Азербайджан) и Сеула (Южная Корея). В Московском государственном университете преподаёт психологию сознания, политическую психологию и психосемантику.
Научные интересы: психология сознания и психосемантика, теория личностных конструктов, проблемы бессознательного, изменённые состояния сознания, этническая и кросс-культурная психология, культурно-историческая теория, психология искусства, философские вопросы психологии, психология религии, политическая психология.

### Множественные публикации
Диссернет и Комиссия по борьбе с лженаукой и фальсификацией научных исследований РАН обнаружили среди работ Петренко многочисленные «множественные публикации», то есть новые работы, полностью повторяющие его же более старые работы, для написания которых он, однако, получал новые гранты РНФ и РФФИ.

## Основные работы
Автор более 350 научных публикаций, 29 книг, из них 14 авторских монографий, 52 его работы были изданы на иностранных языках.
- Петренко В. Ф. Введение в экспериментальную психосемантику: исследование форм репрезентации в обыденном сознании. — М: МГУ, 1983. — 175 с.
- Петренко В. Ф. Психосемантика сознания. — М: МГУ, 1988. — 205 c. — ISBN 5-211-00023-4
- Петренко В. Ф., Митина О. В. Психосемантический анализ динамики общественного сознания (на материале исследования политического менталитета). — М: МГУ, 1997. 213 с. — ISBN 5-211-03838-X
- «Лекции по психосемантике» (1997).
- Петренко В. Ф. Основы психосемантики. — М: МГУ, 1997. — 400 с. — ISBN 5-211-03835-5 (за второе расширенное издание этой книги (2005) В. Ф. Петренко был награждён дипломом «300 лучших учебников для высшей школы» на IX Национальной выставке «Книги России» в Москве, прошедшей 16 марта 2006 г.; 3-е изд. 2010).
- «Психосемантический анализ этнических стереотипов: лики толерантности и нетерпимости» (2000; в соавторстве)
- Петренко В. Ф. и др. Образ России глазами россиян и иностранцев. — М.: Моск. гуманитарный университет, 2009. — 271 с., ил., — ISBN 978-5-98079-573-3
- Петренко В. Ф. Многомерное сознание: психосемантическая парадигма. — М.: Новый хронограф, 2010. — 440 с., ил., — ISBN 978-5-94881-100-0
- Петренко В. Ф. Психосемантика искусства. М: Макс Пресс, 2014. 320 с. ил. — ISBN 978-5-317-046-40-8
- Петренко В. Ф., Супрун А. П. Методологические пересечения психосемантики сознания и квантовой физики. —М., 2017. — 380 с. — ISBN 978-5-4469-1142-4
- Петренко В. Ф., Митина О. В. Политическая психология: психосемантический подход. изд. «Социум» М., 2018-590с. — ISBN 978-5-02-040156-3
- Петренко В. Ф. (ред.), Евразийская ментальность. — Москва: Информполиграф, 2012. — ISBN 978-5-905982-02-6

## Награды
- Премия имени С. Л. Рубинштейна президиума РАН за цикл исследований по единой тематике «Анализ структуры и динамики общественного и индивидуального сознания современных россиян» (1999).
- Заслуженный научный сотрудник МГУ (2005).
- Премия победителей Конкурса Архивная копия от 27 июня 2021 на Wayback Machine работ, способствующих решению задач Программы развития Московского университета в номинации «Выдающиеся публикации» (2019).
- В связи с 60-летием Международная академия психологических наук и Межрегиональная эргономическая ассоциация наградили В. Ф. Петренко медалью «Человеческий фактор» за научные заслуги.
- Многократно получал гранты РФФИ (Российского Фонда Фундаментальных Исследований), РГНФ (Российского Гуманитарного Научного Фонда) и РНФ (Российского Научного Фонда Архивная копия от 13 июня 2021 на Wayback Machine).
- Лауреат Фонда Макартуров и пятикратный лауреат конкурса РФФИ за научно-популярные публикации.
- Лауреат номинации «Человек года» общероссийского национального профессионального психологического конкурса «Золотая Психея» Архивная копия от 24 июня 2021 на Wayback Machine.